# Тель-Мар-Ильяс

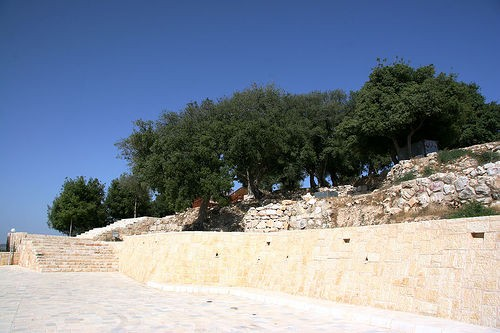
Телль-Мар-Ильяс

Телль-Мар-Ильяс (араб. كنائس مار الياس‎ «Холм святого Ильи») — место, где пророк Илия вознесся на небеса.
Расположен вблизи развалин деревни Листиб. В древности это место называлось Фисва: именно оттуда был родом пророк Илия. Предположение косвенно подтверждается тем, что в конце византийской эпохи здесь, на вершине холма, были построены две церкви (по-арабски это место буквально называется Канаис-Мар-Ильяс — «Церкви святого Ильи»).
В арабском мире Илия известен как пророк Ильяс, который в Коране «именуется благородным человеком» и «посланником». Вознесение Илии на небо в огненной колеснице произошло в месте под названием Вади-эль-Харрар в Вифании за Иорданом.
Здесь сохранились остатки нескольких построек, разбросанные по вершине горы, возвышающейся на юго-востоке от деревни Листиб.